# Bahnradsport-Weltmeisterschaften 1972
Die Bahnradsport-Weltmeisterschaften 1972 fanden vom 29. Juli bis 2. August 1972 auf der Radrennbahn im „Stade Vélodrome“ von Marseille statt.
Wegen der Olympischen Spiele in München im selben Jahr wurden nur sechs Wettbewerbe bei dieser WM ausgetragen, die Rennen der Profis, der Frauen sowie das der Amateur-Steher. Die Wettbewerbe für Amateure im Programm der Olympischen Spiele waren ausgeklammert.
Die Mannschaft des Bundes Deutscher Radfahrer unter Gustav Kilian freute sich besonders über den Doppelsieg von Horst Gnas und Jean Breuer im Steherrennen der Amateure; ein weiterer Deutscher, Rainer Podlesch, belegte zudem Platz vier. Bei den Profi-Stehern errang Dieter Kemper die Bronzemedaille.
Bei den Frauen war die Beteiligung schwach: So starteten im Sprint lediglich zehn Frauen aus fünf Nationen; die in den Vorjahren herrschende Dominanz der Starterinnen aus der Sowjetunion schien jedoch erstmals gebrochen. Die Niederländerin Wilhelmina Brinkhoff belegte Platz zwei, die US-Amerikanerin Sheila Young Platz drei. Selbst der vierte Platz wurde an eine Fahrerin aus einem anderen Land vergeben, an Iva Zajíčková aus der Tschechoslowakei.

## Resultate

### Frauen
| Disziplin                | Platz | Land               | Athlet                 |
| ------------------------ | ----- | ------------------ | ---------------------- |
| Sprint                   | 1     | Sowjetunion        | Galina Ermolaeva       |
|                          | 2     | Niederlande        | Wilhelmina Brinkhoff   |
|                          | 3     | Vereinigte Staaten | Sheila Young           |
| Einerverfolgung (3000 m) | 1     | Sowjetunion        | Tamara Garkuchina      |
|                          | 2     | Niederlande        | Keetie van Oosten-Hage |
|                          | 3     | Sowjetunion        | Ljubow Sadoroschnaja   |

### Männer (Profis)
| Disziplin                | Platz | Land                   | Athlet                        |
| ------------------------ | ----- | ---------------------- | ----------------------------- |
| Sprint                   | 1     | Belgien                | Robert Van Lancker            |
|                          | 2     | Australien             | Gordon Johnson                |
|                          | 3     | Italien                | Giordano Turrini              |
| Einerverfolgung (5000 m) | 1     | Vereinigtes Königreich | Hugh Porter                   |
|                          | 2     | Belgien                | Ferdi Bracke                  |
|                          | 3     | Belgien                | Dirk Baert                    |
| Steherrennen (100 km)    | 1     | Belgien                | Theo Verschueren/Norbert Koch |
|                          | 2     | Niederlande            | Cees Stam/Joop Stakenburg     |
|                          | 3     | Deutschland            | Dieter Kemper/August Meuleman |

### Männer (Amateure)
| Disziplin                   | Platz | Land        | Athlet                        |
| --------------------------- | ----- | ----------- | ----------------------------- |
| Steherrennen (50 Kilometer) | 1     | Deutschland | Horst Gnas/Bruno Walrave      |
| (1 Stunde)                  | 2     | Deutschland | Jean Breuer/Norbert Koch      |
|                             | 3     | Niederlande | Gaby Minneboo/Joop Stakenburg |